# Visit Finland
Visit Finland är Finlands offentliga organisation för turistfrämjande.
Visit Finland är en del av det statliga företaget Finpro, vilket företag innefattar exportfrämjande, investeringsfrämjande och turistfrämjande. Visit Finland övertog 2015 de uppgifter som Centralen för turistfrämjande tidigare haft.

## Historik
Den första organisationen för att främja turism i och till Finland var den privata föreningen Turistföreningen i Finland (senare Finlands turistförbund), som bildades 1887 efter mönster av Svenska Turistföreningen. På den statliga sidan inrättades Statens turiststyrelse 1969, vilken 1971 blev ett turistkontor inom handels- och industriministeriet. Det efterträddes av ämbetsverket Centralen för turistfrämjande under arbets- och näringsministeriet, som verkade mellan 1973 och 2015.

## Utlandskontor
Visit Finland har lokal representation utomlands för Frankrike och Italien, Japan, Hongkong, Peking och Chongqing i Kina, Storbritannien, Tyskland, Benelux, Schweiz och Österrike, Sankt Petersburg och Moskva i Ryssland samt USA.